# Seefeld-Kadolz
Seefeld-Kadolz (Česky: Kadolce) je městys v Rakousku ve spolkové zemi Dolní Rakousy v okrese Hollabrunn.

## Geografie

### Geografická poloha
Seefeld-Kadolz se nachází ve spolkové zemi Dolní Rakousy v regionu Weinviertel. Leží přibližně 16 km severně od okresního města Hollabrunn. Rozloha území městyse činí 21,85 km², z nichž 4,7 % je zalesněných.
Územím městyse protéká říčka Pulkau.

### Doprava
Podél jižního okraje městyse prochází Zemská silnice B45, umožňující spojení na východ do města Laa an der Thaya a směrem na západ do města Haugsdorf. Městysem také prochází železniční trať Pulkautalbahn.

### Části obce
Území městyse Seefeld-Kadolz se skládá ze dvou částí (v závorce uveden počet obyvatel k 1. 1. 2015):
- Großkadolz (562)
- Seefeld (364)

### Sousední obce
- na severu: Slup (CZ), Jaroslavice (CZ)
- na východu: Großharras
- na jihu: Mailberg
- na západu: Hadres

## Politika

### Obecní zastupitelstvo
Obecní zastupitelstvo se skládá z 15 členů. Od komunálních voleb v roce 2015 zastávají následující strany tyto mandáty:
- 10 SPÖ
- 5 ÖVP

### Starosta
Nynějším starostou městyse Seefeld-Kadolz je Peter Frühberger ze strany SPÖ.

## Galerie

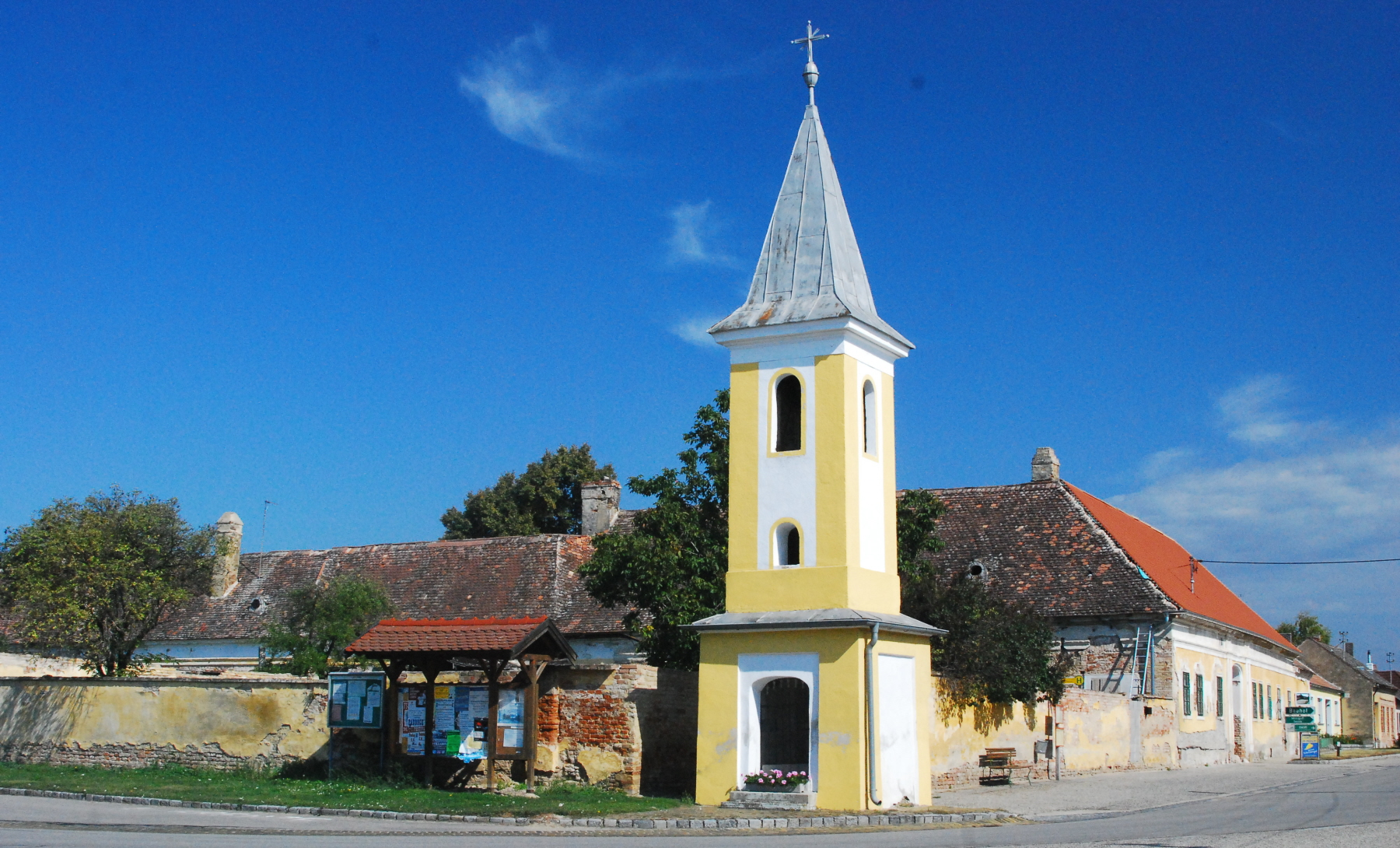
Zvonice v Großkadolz
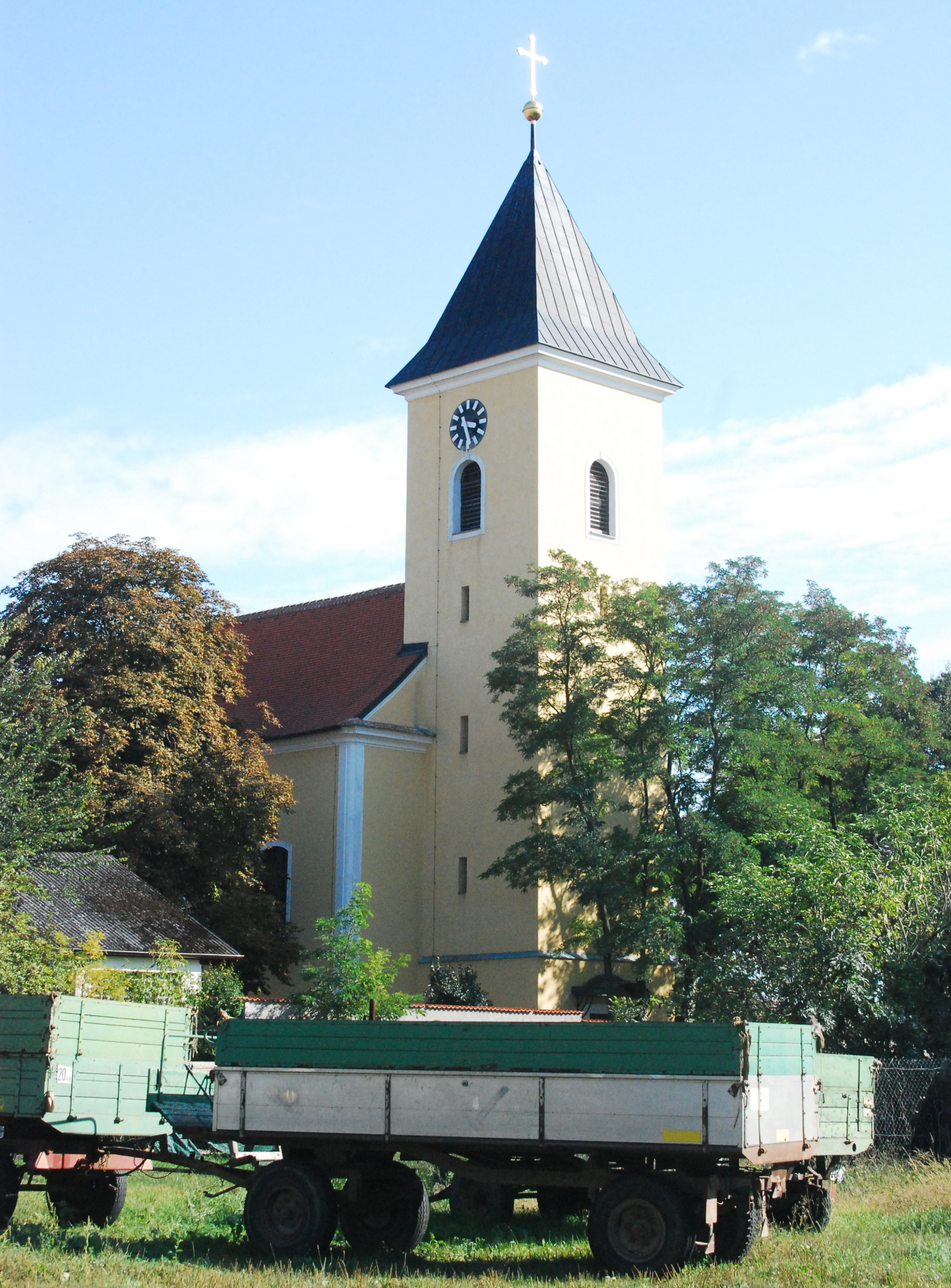
Kostel v Seefeldu
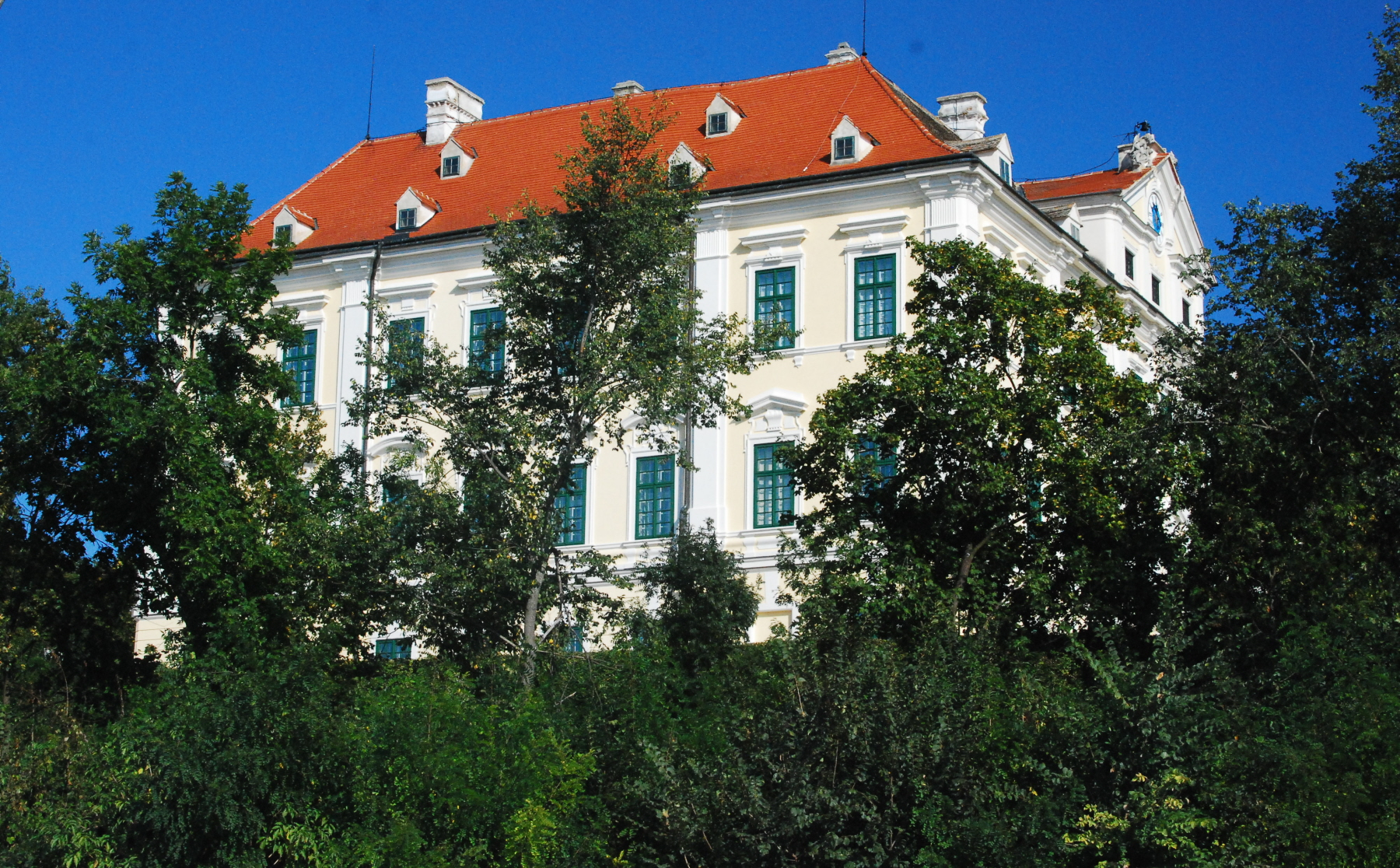
Zámek v Seefeldu
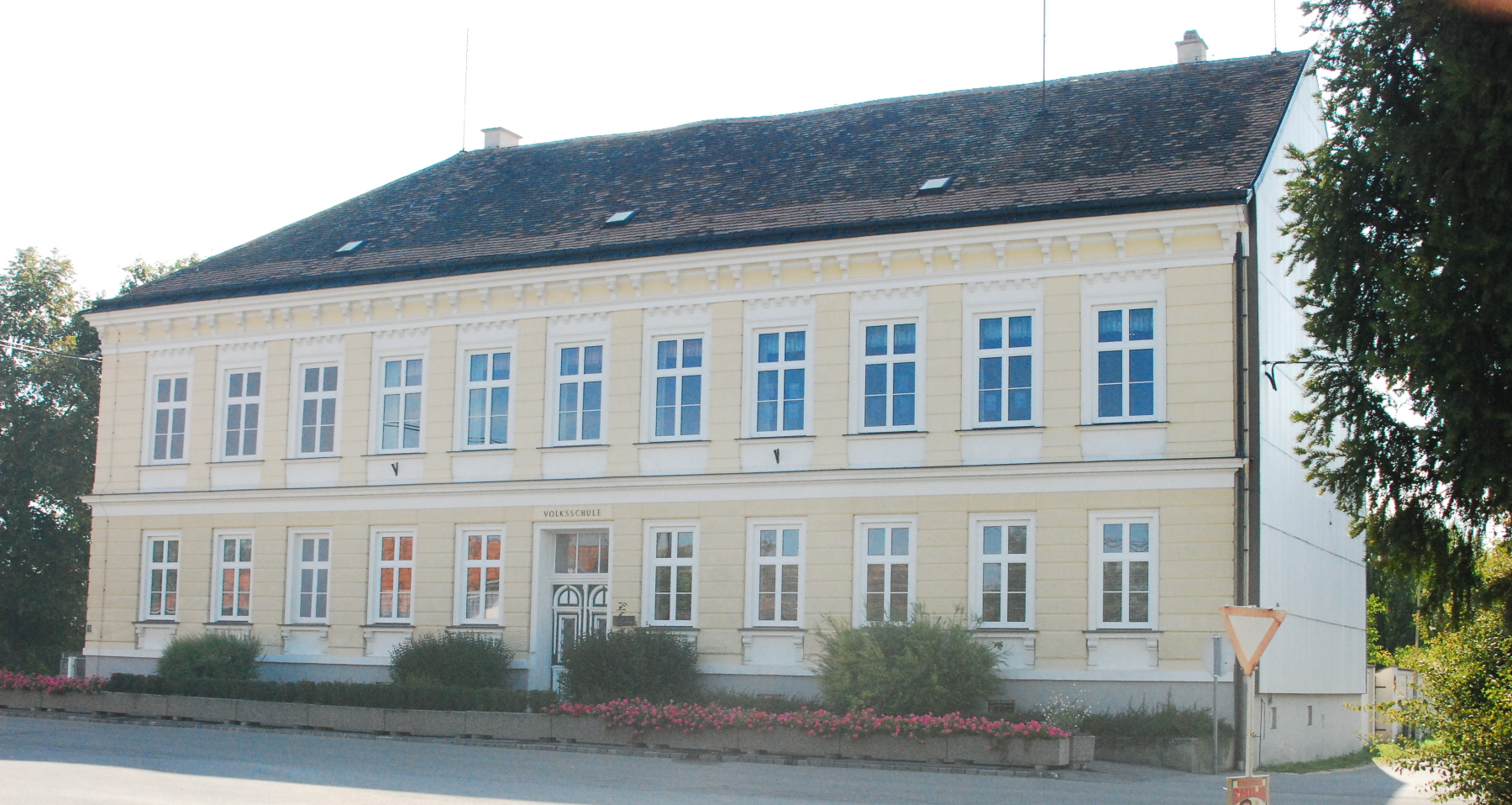
Škola v Großkadolz
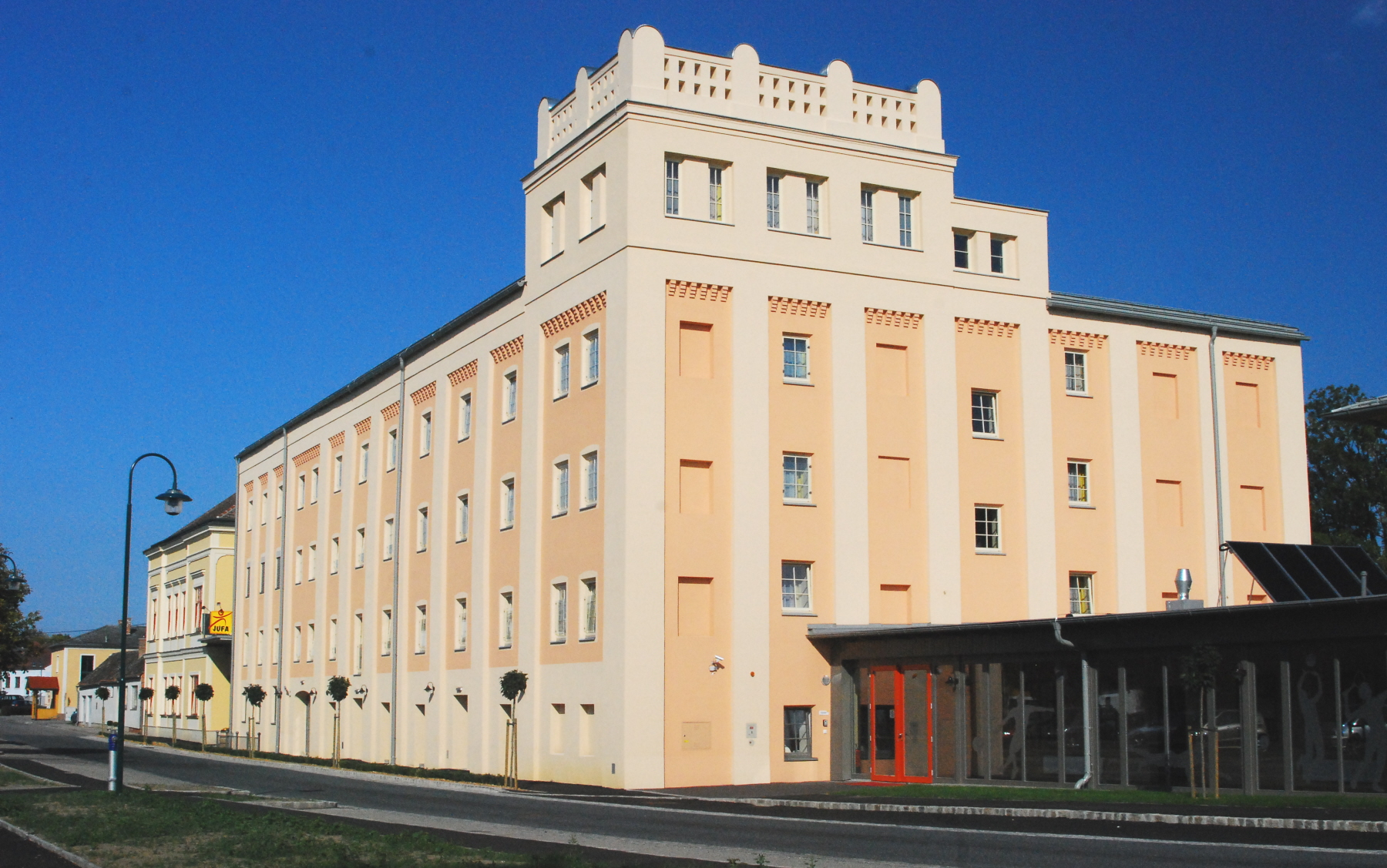
Mlýn v Seefeldu